# Verklebesatz von Reshetnyak
Der Verklebesatz von Reshetnyak (engl. Reshetnyak gluing theorem) ist ein Lehrsatz der Geometrie, der anschaulich besagt, dass man durch Verkleben negativ gekrümmter Räume wieder negativ gekrümmte Räume erhält. Er ist nach Juri Reschetnjak benannt, der ihn 1968 bewies.
Ein klassischer (und viel einfacherer) Spezialfall betrifft das Verkleben zweier Riemannscher Mannigfaltigkeiten mittels einer Isometrie total geodätischer Untermannigfaltigkeiten. Wenn die Schnittkrümmung der beiden Mannigfaltigkeiten durch {\displaystyle \kappa } nach oben beschränkt ist, dann gilt das auch für die Schnittkrümmung der durch Verkleben erhaltenen Mannigfaltigkeit.

## Aussage
Sei {\displaystyle \kappa \in \mathbb {R} }. Seien {\displaystyle X_{1}} und {\displaystyle X_{2}} zwei vollständige lokalkompakte geodätische metrische Räume, die {\displaystyle \operatorname {CAT} (\kappa )}-Räume sind, d. h. jedes Dreieck ist mindestens so dünn, wie sein Vergleichsdreieck im {\displaystyle 2}-dimensionalen Modellraum mit konstanter Krümmung {\displaystyle \kappa }.
Seien {\displaystyle C_{1}\subset X_{1}} und {\displaystyle C_{2}\subset X_{2}} konvexe Teilmengen und es gebe eine Isometrie {\displaystyle f\colon C_{1}\to C_{2}}.
Durch Verkleben der isometrischen Mengen {\displaystyle C_{1}} und {\displaystyle C_{2}} erhält man einen metrischen Raum
{\displaystyle X=X_{1}\cup _{f}X_{2}.}
Der Verklebesatz von Reshetnyak besagt, dass {\displaystyle X} ebenfalls ein {\displaystyle \operatorname {CAT} (\kappa )}-Raum ist.